# Rocco Marchi
Rocco Marchi, all'anagrafe Federico Marchi (Verona, 12 gennaio 1977), è un polistrumentista, arrangiatore e compositore italiano.

## Biografia
Studia pianoforte presso la Scuola civica musicale Bruno Maderna, composizione presso il Conservatorio Evaristo Felice Dall'Abaco e architettura presso il Politecnico di Milano.
Nel 2000 si unisce ai neonati Mariposa in occasione delle incisioni dell’album di debutto Portobello illusioni, suonando chitarra, basso elettrico e sintetizzatore. Al primo disco autoprodotto, che mescola canzone d'autore, lo-fi e psichedelia, fa seguito nel 2002 il più stralunato e "zappiano" Domino Dorelli, registrato allo studio Obst und Gemüse di Cerro Veronese e pubblicato da Santeria - Audioglobe.
Sempre nel 2002 avvia la collaborazione con il cantautore Alessio Lega, divenendo poi produttore artistico di tutti i suoi dischi. Il primo di questi, Resistenza e amore, realizzato in collaborazione con i Mariposa, viene premiato e presentato al Premio Tenco 2004.
Nel 2004 fonda l'etichetta Trovarobato. Oltre a condividerne la direzione musicale assieme agli altri Mariposa, si occupa di progettarne l'identità visiva e realizza le grafiche della maggior parte degli album. Partecipa a tutte le prime uscite dell'etichetta: Suzuki Bazuki, Quanti sedani lasciati ai cani, Nuotando in un Pesce Bowl e Metamorfosi di canzoni napoletane dei Mariposa e Nella tasca de il zio degli Addamanera.
Nel 2005 esce il doppio cd Pròffiti Now! Prima conferenza sulla musica componibile, che alterna alle canzoni il montaggio di frammenti di 180 interviste a personaggi del mondo della musica e della cultura.
Nel 2006, assieme ad Alessio Lega e agli componenti del Mokacyclope (Gianluca Giusti, Mimmo Mellace), produce l'album Sotto il pavé la spiaggia, dedicato a versioni inedite in italiano di brani di cinque cantautori francesi. Nel 2007 con la medesima formazione dà alle stampe Zollette, che contiene alcune incisioni dal vivo e l'inedita Zolletta dedicata ad Enzo G. Baldoni. Con i Mariposa pubblica invece Best Company, raccolta delle cover incise dalla band nei primi anni di carriera.
Nel 2008 esce E ti chiamaron matta. Realizzato assieme da Alessio Lega in occasione del trentennale della legge Basaglia, contiene nuove incisioni riarrangiate delle canzoni di denuncia della realtà manicomiale di Gianni Nebbiosi, contenute originariamente nell'omonimo 45 giri pubblicato nel 1972 da I Dischi del Sole.
Nel 2008 suona con Daevid Allen, leader dei Gong all'Auditorium Flog di Firenze con i Mariposa. Un anno più tardi esce Mariposa che vede la collaborazione dello stesso Allen.
Nel 2009 inizia la collaborazione con Paolo Pietrangeli, in occasione di un concerto organizzato dal Circolo Gianni Bosio. L'anno successivo è sul palco dell'Auditorium di Roma per la messa in scena del nuovo spettacolo di Pietrangeli, (T)essere. Assieme a loro anche il polistrumentista Paolo Ciarchi, con cui nascerà un nuovo sodalizio che li vedrà ospiti fissi sui palchi della canzone popolare e di protesta, come quello dell'Istituto Ernesto de Martino e quello degli Archivi della Resistenza, assieme ad altri artisti attivi già dagli anni 60 come lo stesso Pietrangeli, Gualtiero Bertelli, Fausto Amodei, Silvia Malagugini e altri di generazioni successive come Gang, Sara Modigliani, Massimo Ferrante, Marco Rovelli, Alessio Lega, Davide Giromini.
Nel 2010, con Andrea Belfi e Francesca Baccolini, dà vita al trio Hobocombo. Il loro primo album Now That It's The Opposite, It's Twice Upon A Time rilegge il repertorio dell'eccentrico compositore e musicista di strada newyorkese Moondog in una chiave psichedelica e contemporanea. Le registrazioni avvengono ancora una volta allo studio Obst und Gemüse, che da questo momento identificherà tutte le produzioni grafiche e discografiche di Rocco Marchi.
Nel 2012, con la lavorazione di Sono invecchiato di colpo, avvia la collaborazione col il cantautore Dino Fumaretto. Nel medesimo anno produce Semmai Semiplaya, primo album dei Mariposa che vede la presenza alla voce di Serena Altavilla.
Nel 2013 pubblica il secondo LP degli Hobocombo, Moondog Mask. Il disco, che accosta in chiave exotica composizioni di Moondog, brani originali, registrazioni sul campo di Roberto Leydi e una cover di Robert Wyatt, viene presentato il 29 gennaio 2014 al CTM Festival di Berlino.
Sempre nel 2013 cura la produzione di Mala Testa di Alessio Lega. Il disco segna il passaggio dal linguaggio della canzone d’autore a quello "di un cantastorie contemporaneo".
Nel 2014, in occasione del Premio Tenco dedicato al tema delle "resistenze", viene chiamato dalla direzione artistica del Club Tenco a guidare una piccola orchestra residente che accompagna, su arrangiamenti inediti, le interpretazioni di Paola Turci, Dente, Chiara Civello, Diodato, Brunori Sas, Eugenio Finardi, Pierpaolo Capovilla, Alessio Lega, Olden, Claudia Crabuzza e José Mário Branco.
Nello stesso anno, assieme ad Enrico Gabrielli, Rodrigo D'Erasmo, Francesca Biliotti, Francesca Baccolini, Sebastiano De Gennaro, fonda l'Orchestrina di Molto Agevole, ensemble dedicato al recupero del liscio delle origini, e ne produce l'LP di debutto Agevolissima! Vol.1 e il successivo 45 giri Gran ballo in bellezza. Con la stessa formazione, l'anno successivo, compone e incide le musiche originali per la pièce di Natalino Balasso La cativìssima (Epopea di Toni Sartana).
Dal 2014 inizia una collaborazione con l'Archivio Nazionale del Film di Famiglia: alle prime sonorizzazioni delle immagini ritrovate di Nigeria 63 e di Onde di Guglielmo Baldassini, realizzate assieme agli Hobocombo, fanno seguito nel 2015 14 Reels, film collettivo curato da Luca Chinaglia in 8mm con contribuiti, tra gli altri, di Boris Lehman, Massimo Bacigalupo, Alina Marazzi e Miss Cinema nel 2016, entrambe realizzate con Francesca Baccolini. Sempre nel 2016 raccoglie l'invito di Spazio Labò - Centro di Fotografia a sonorizzare un'immagine fissa. La scelta cade nuovamente su un'immagine ritrovata, proveniente dall'archivio Found Film Photos di Guido Tosi.
Nel 2015 organizza con Hobocombo e alcuni altri artisti della scena berlinese un concerto al Roter Salon del Volksbühne di Berlino per celebrare il novantanovesimo compleanno di Moondog. In quell'occasione viene pubblicata la cassetta Moondog's 99 Step Sequencer.
Nel 2015 disegna, a partire dalle fotografie di Silvia Cesari, il progetto grafico di DIE, secondo album di Iosonouncane premiato con un disco d'oro. La copertina è diventata oggetto di numerose parodie e meme.
Nel 2015 è nel cast di UPm - Unità di Produzione Musicale, il lungometraggio di Enrico Gabrielli, Sergio Giusti e del collettivo EneceFilm che ritrae 72 musicisti chiusi in una fabbrica alle prese con la composizione e l'esecuzione musicale in un sistema di turnazione simile a quello della catena di montaggio.
Sempre nel 2015 produce e arrangia il secondo album solista di Marco Rovelli, Tutto inizia sempre, cui faranno seguito Bella una serpe con le spoglie d’oro dedicato al repertorio popolare di Caterina Bueno (finalista alle Targhe Tenco 2018) e Portami al confine nel 2020, contenente l'ultima incisione di Claudio Lolli.
Nel 2018 viene pubblicata una nuova edizione di E ti chiamaron matta, arricchita di una lunga ballata inedita, cantata con Ascanio Celestini, sul caso di Franco Mastrogiovanni (il maestro elementare morto nel 2009 durante un TSO) e di un testo dello psichiatra e scrittore Piero Cipriano. Fanno seguito alcuni spettacoli in trio con Alessio Lega e Ascanio Celestini che portano in scena il disagio mentale.
Del 2019 è Coma di Dino Fumaretto, prodotto e arrangiato a otto mani assieme a Francesca Baccolini, Iosonouncane ed Elia Billoni. La tournée che segue, in cui al quartetto di produttori si unisce Simone Cavina alla batteria, viene documentata in Coma Live, pubblicato durante l'emergenza Covid del 2020.
Nel 2019 produce Nella corte dell'Arbat - le canzoni di Bulat Okudžava. Presentato in anteprima al Premio Tenco 2018 si aggiudica l'anno successivo la Targa Tenco al miglior interprete. Durante i giorni del festival assieme ad Alessio Lega raccoglie il materiale da cui nascerà lo speciale radiofonico Sembrerà strano, ma anch'io sono un cantautore andato in onda su Radio Popolare.
Nel maggio del 2019, in seguito all'improvvisa scomparsa dell'amico Paolo Ciarchi, cura assieme ad Alessio Lega e Claudio Cormio il cd di montaggio Paolo Ciarchi. Cent'anni di moltitudine pubblicato dall'Istituto Ernesto de Martino e da Archivi della Resistenza.
Nel 2020 pubblica con i Mariposa Liscio Gelli, disco dove la musica da sagra incontra l'LSD e la P2.

## Discografia

### Con i Mariposa
- 2000 – Portobello illusioni (Le Pareti Sconnesse e Materiali Sonori)
- 2002 – Domino Dorelli (Santeria)
- 2004 – Quanti sedani lasciati ai cani (Trovarobato e Officine della Cultura)
- 2004 – Nuotando in un Pesce Bowl (Trovarobato)
- 2004 – Metamorfosi di canzoni napoletane (Trovarobato e Timet free download)
- 2004 – Suzuki Bazuki EP (Trovarobato solo digitale, free download)
- 2004 – Forza Musica EP (Trovarobato solo digitale, free download)
- 2005 – Pròffiti Now! Prima conferenza sulla musica componibile (Trovarobato)
- 2007 – Best Company (Trovarobato)
- 2009 – Mariposa (Trovarobato)
- 2010 – Sanremo singolo (Trovarobato solo digitale, free download)
- 2011 – Semmai semiplay (Trovarobato)
- 2012 – Semmai Semiplaya (Trovarobato)
- 2019 – Pura Vida, Dittatura! singolo (Santeria - Audioglobe solo digitale)
- 2020 – Licio singolo (Santeria - Audioglobe solo digitale)
- 2020 – Liscio Gelli (Trovarobato e Santeria - Audioglobe)

### Con gli Hobocombo
- 2011 – Now That It's The Opposite, It's Twice Upon A Time (Trovarobato)
- 2011 – Hobocombo plays Video Days EP (Trovarobato solo digitale, free download)
- 2013 – Moondog Mask (Trovarobato e Lineria)
- 2015 – Moondog's 99 Step Sequencer (Stoned To Death Records)

### Come produttore artistico
- 2004 – Alessio Lega e Mariposa - Resistenza e amore (Trovarobato e Nota) con Alessio Lega - Album vincitore della Targa Tenco 2004 – Miglior Opera Prima
- 2007 – Alessio Lega e Mokacyclope - Zollette (Amandla /Altromercato)
- 2008 – Alessio Lega e Rocco Marchi - E ti chiamaron matta EP (Nota)
- 2013 – Alessio Lega - Mala Testa (Obst und Gemüse)
- 2014 – Orchestrina di Molto Agevole - Agevolissima! Vol.1 (Obst und Gemüse)
- 2015 – Marco Rovelli -Tutto inizia sempre (Materiali sonori)
- 2015 – Orchestrina di Molto Agevole - Gran ballo in bellezza EP (La Tempesta Dischi)
- 2017 – Alessio Lega - Mare Nero (Obst und Gemüse)
- 2017 – Francesco Pelosi - Il rito della città (CDM)
- 2018 – Alessio Lega e Rocco Marchi con Ascanio Celestini - E ti chiamaron matta (Nota) - riedizione ampliata
- 2018 – Marco Rovelli - Bella una serpe con le spoglie d’oro. Omaggio a Caterina Bueno (Squilibri)
- 2019 – Dino Fumaretto - Coma (Trovarobato)
- 2019 – Alessio Lega - Nella Corte dell'Arbat - le canzoni di Bulat Okudžava (Squilibri) - Album vincitore della Targa Tenco 2019 – Miglior Interprete
- 2019 – Paolo Ciarchi. Cent'anni di moltitudine - con Claudio Cormio e Alessio Lega (Archivi della Resistenza - Istituto Ernesto de Martino)
- 2020 – Marco Rovelli - Portami al confine (Squilibri)
- 2020 – Dino Fumaretto - Coma Live (Trovarobato solo digitale)

### Collaborazioni
- 2005 – Addamanera - Nella tasca de il zio (Trovarobato)
- 2008 – Alessio Lega e Roberto Bartoli - Compagnia cantante (Stampa Alternativa)
- 2012 – Honeybird & the Birdies - You Should Reproduce (Trovarobato)
- 2012 – Dino Fumaretto - Sono invecchiato di colpo (Trovarobato)
- 2015 – Re Niliu - In a cosmic ear (Alfa Music/Felmay)
- 2015 – Dino Fumaretto - Sotto Assedio EP (Trovarobato)
- 2015 – Pecori Greg - Merry Krishna Hare Christmas (Trovarobato)
- 2019 – Andrea Belfi - Strata (Float)

## Videografia
- 2009 – Can I Have Bon Bon? (con Mariposa)
- 2009 – Vattene pur via (con Mariposa)
- 2009 – Zia Vienna (con Mariposa)
- 2010 – Sanremo (con Mariposa)
- 2013 – Utsu (con Hobocombo)
- 2017 – Ambaradan (con Alessio Lega)
- 2019 – Pura Vida, Dittatura (con Mariposa)
- 2020 – Licio (con Mariposa)

## Filmografia
- 2015 – UPm - Unità di Produzione Musicale regia di Pietro De Tilla, Elvio Manuzzi, Tommaso Perfetti

## Produzione radiofonica
- Quanti Sedani Lasciati Ai Cani - radiodramma, in onda fra l'autunno 2003 e la primavera 2004 su 18 emittenti italiane
- Essere John Vignola - radiodramma, in streaming su Kataweb Musica
- Magazzeno bis - talk show concerto, in onda tra il 2005 e il 2009 su 30 emittenti di Italia, Belgio, Lussemburgo e Slovenia
- Witch of Endor - show radiofonico ispirato alla figura di Moondog in onda su Radio Libertaire tra il 2011 e il 2012[35].
- Sembrerà strano, ma anch'io sono un cantautore - speciale sul Premio Tenco 2019 in onda su Radio Popolare[32].

## Sonorizzazioni
- 2014 – Nigeria 63 (Anonimo, 1963) 8mm
- 2014 – Onde (Guglielmo Baldassini, 1930 circa) pathé baby
- 2015 – 14 reels (Luca Chinaglia, Boris Lehman, Massimo Bacigalupo, Alina Marazzi e altri, 2015) 8mm
- 2016 – Miss Cinema (Ferdinando Mossina, 1942-1952) 16mm
- 2016 – s/t (Anonimo, dall'archivio Found Film Photos di Guido Tosi)